# Relaciones México-Paraguay
Los Estados Unidos Mexicanos y la República del Paraguay establecieron relaciones diplomáticas en 1831. Ambas naciones son miembros de la Asociación Latinoamericana de Integración, Comunidad de Estados Latinoamericanos y Caribeños, Naciones Unidas y la Organización de los Estados Americanos.

## Historia
Históricamente, ambos países formaban parte del Imperio español hasta principios del siglo XIX. México formaba parte del Virreinato de Nueva España, mientras que Paraguay era parte del Virreinato del Río de la Plata. Poco después de la independencia, en 1831, México estableció una embajada no-residente concurrente a Paraguay desde Buenos Aires, Argentina. En 1901, Paraguay estableció una misión diplomática en la Ciudad de México con México alternando el gesto tres años más tarde en 1904. En 1943, ambas misiones diplomáticas se elevaron al rango de embajadas.
Durante la presidencia de Alfredo Stroessner, México mantuvo relaciones diplomáticas con Paraguay a pesar de la condena internacional del gobierno paraguayo. México aplicó su política exterior conocida como la Doctrina Estrada.  Unos años después de la expulsión del presidente Stroessner del poder; en 1992, el presidente mexicano, Carlos Salinas de Gortari, realizó una visita de estado a Paraguay. En 1997, el presidente paraguayo Juan Carlos Wasmosy también realizó una visita de estado a México. Durante estas dos visitas, ambas naciones firmaron varios acuerdos bilaterales.
En 2003 se creó el grupo 'Mecanismo de Consulta y Coordinación México-Paraguay' para que ambas naciones se reúnan periódicamente para analizar proyectos conjuntos en curso y discutir futuros proyectos mutuos. En 2016, ambas naciones celebraron 185 años de relaciones diplomáticas.
En septiembre de 2021, el presidente paraguayo Mario Abdo Benítez viajó a México para asistir a la 6ª cumbre CELAC. Mientras estaba en México, el presidente Abdo Benítez se reunió con el presidente Andrés Manuel López Obrador y los dos líderes discutieron temas que afectan a la región.
En octubre de 2024, el presidente Santiago Peña viajó a México para asistir a la toma de posesión de la presidenta Claudia Sheinbaum.

## Visitas de alto nivel

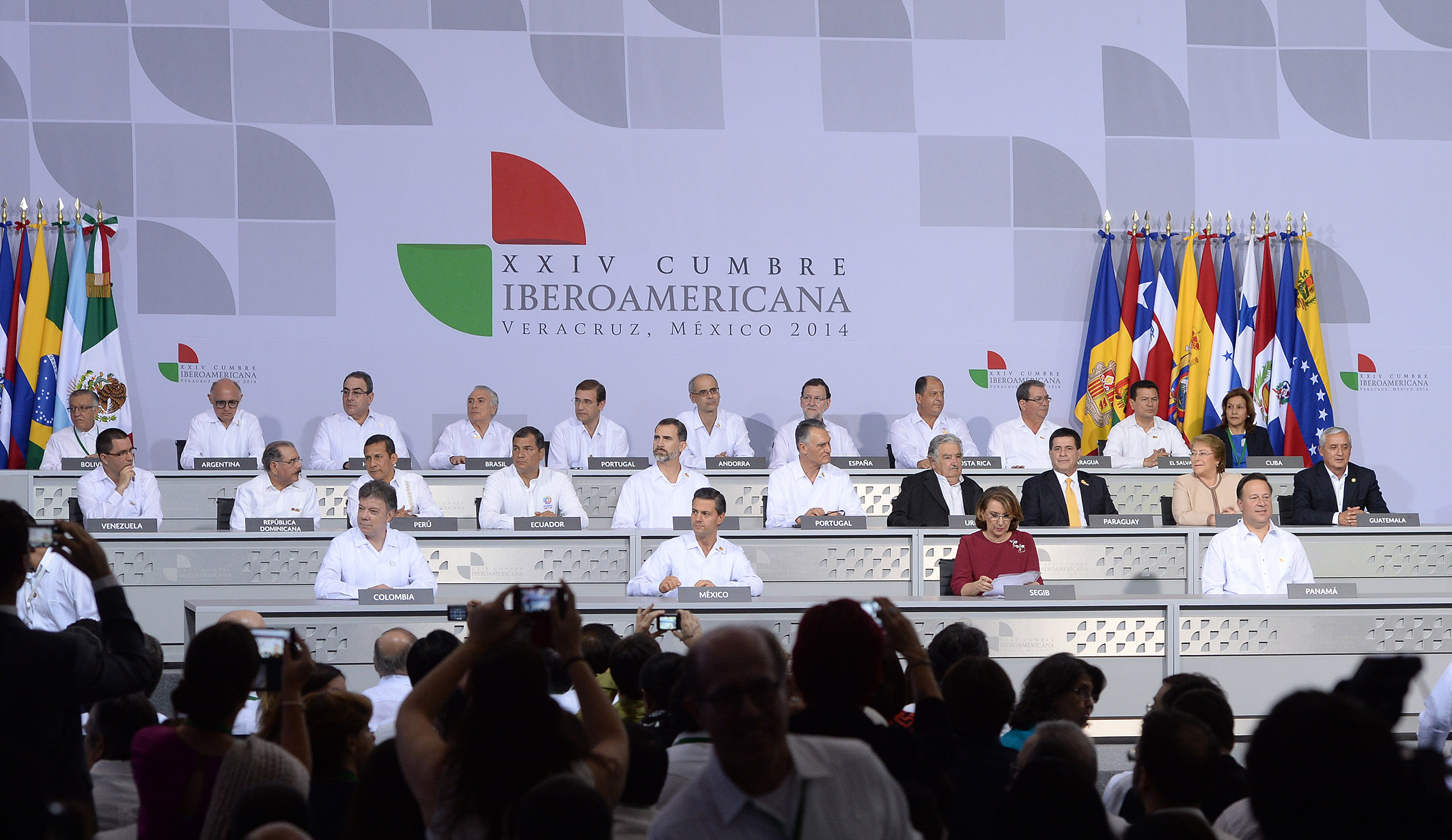
El presidente paraguayo, Horacio Cartes, asistiendo a la cumbre Iberoamericana en Veracruz, México; 2014.

Visitas presidenciales de México a Paraguay
- Presidente Carlos Salinas de Gortari (1992)
- Presidente Ernesto Zedillo (1997)
- Presidente Vicente Fox (2004)
- Presidente Felipe Calderón (2011)
- Presidente Enrique Peña Nieto (2018)

Visitas presidenciales de Paraguay a México
- Presidente Andrés Rodríguez Pedotti (1991)
- Presidente Juan Carlos Wasmosy (1997)
- Presidente Nicanor Duarte Frutos (2004, 2005)
- Presidente Fernando Lugo (2008, 2010)
- Presidente Horacio Cartes (2014, 2015)
- Presidente Mario Abdo Benítez (2021)
- Presidente Santiago Peña (2024)

## Acuerdos bilaterales
Ambas naciones han firmado varios acuerdos bilaterales, como un Acuerdo de Arbitraje (1902); Acuerdo Cultural (1992); Acuerdo de Cooperación Técnica y Científica (1992); Acuerdo de Cooperación entre Bancomext y la Dirección General de Promoción de Exportaciones e Inversiones de Paraguay (1992); Acuerdo de cooperación en la lucha contra el tráfico ilícito y el abuso de estupefacientes, sustancias psicotrópicas, control de precursores químicos y delitos conexos (1997); Cooperación Académica entre ambos Ministerios de Relaciones Exteriores (1997); Acuerdo para la supresión de visas en pasaportes diplomáticos y oficiales (1997); Tratado de Cooperación en Asistencia Legal Mutua en Materia Penal (2005); Tratado de Extradición (2005); Acuerdo sobre el reconocimiento mutuo de títulos, diplomas y grados académicos de educación superior (2006) y un Acuerdo sobre transporte aéreo (2007).

## Comercio
En 2023, el comercio bilateral entre ambas naciones ascendió a $179.5 millones de dólares. Las exportaciones de México a Paraguay incluyen: tractores, partes de automóviles, cerveza, tequila, cemento y maquinaria. Las exportaciones de Paraguay a México incluyen: aceite de tung, azúcar, yuca, frutas y textiles.
Las empresas multinacionales mexicanas como Cemex, Claro y Grupo Bimbo (entre otros) operan en Paraguay.

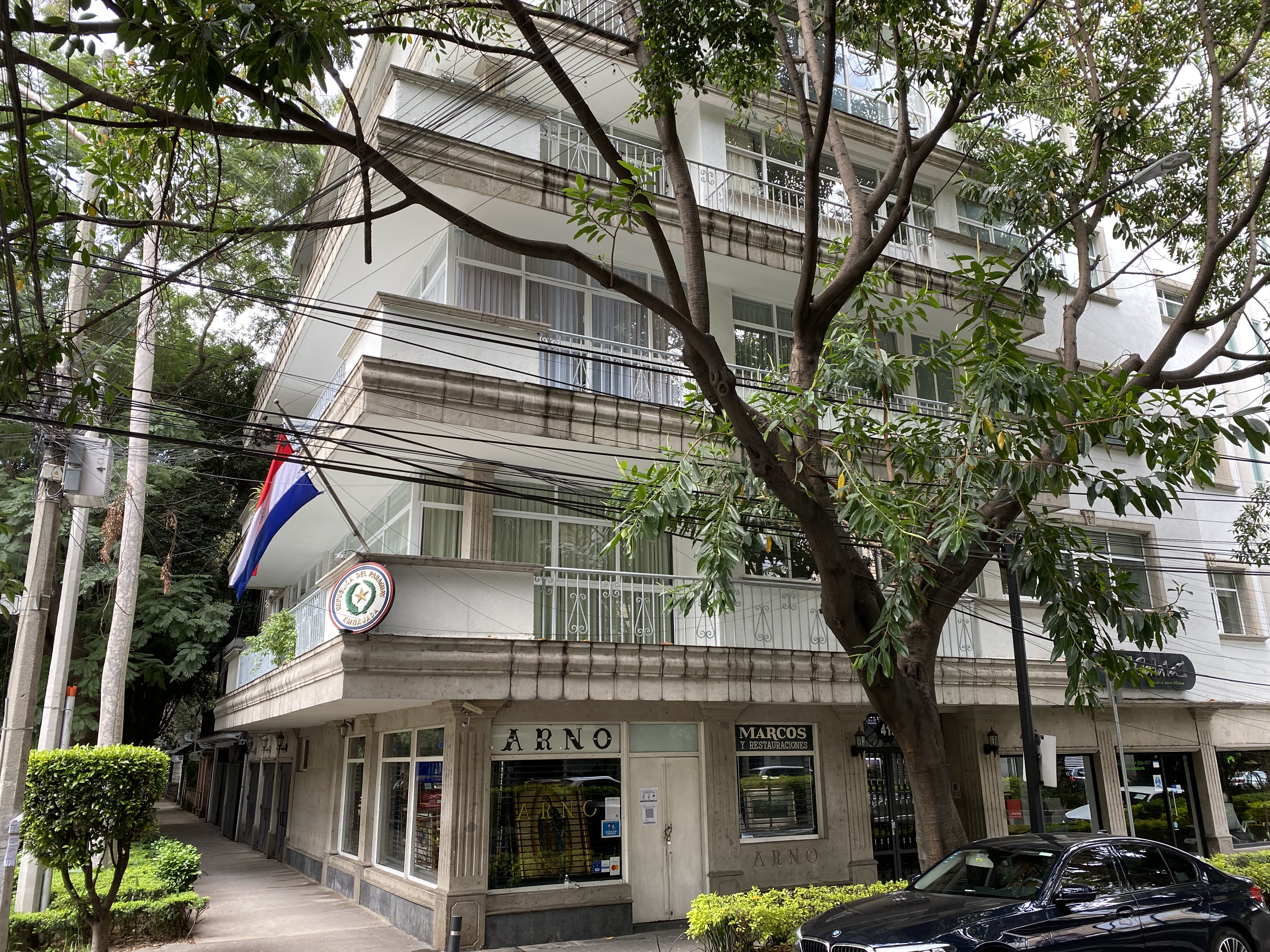
Embajada de Paraguay en la Ciudad de México

## Misiones diplomáticas
- México tiene una embajada en Asunción.[8]
- Paraguay tiene una embajada en la Ciudad de México.[9]